# (3798) de Jager
(3798) de Jager (2402 T-3) – planetoida z grupy pasa głównego asteroid okrążająca Słońce w ciągu 3,2 lat w średniej odległości 2,17 j.a. Odkryła ją Ingrid van Houten-Groeneveld 16 października 1977 roku.